# Роджерс, Олан
Олан Роджерс (англ. Olan Rogers; род. 11 июня 1987) — американский комик, актёр озвучки, актёр и писатель.
Роджерс начал свою ютюб-карьеру вместе с друзьями из Кольервилльской старшей школы и Мемфисского университета в качестве трио BallonShop, известного благодаря своим юмористическим роликам. Через некоторое время, создав собственный канал, Роджерс наряду с юмористическими историями из жизни начал выпускать скетчи, небольшие фильмы, выпустил даже пару анимированных короткометражек. В 2015-м, после долгих жалоб на невозможность собираться с фанатами так часто, как ему хотелось бы, Олан открыл лаунж-бар The Soda Parlor в Нэшвилле, где посетителям предлагают аркадные игры и различные десерты.
В 2016 он создает пилотный выпуск, который впоследствии развивается в анимационное ТВ-шоу Космический рубеж. Сюжет повествует о проказливом космонавте по имени Гэри и его товарище Мункейке, способном уничтожать планеты крохотном инопланетянине. Обоих озвучивает сам Олан Роджерс. Первый сезон, состоящий из 10 серий, был выпущен в феврале-апреле 2018 на американском канале TBS. Позже сериал был добавлен на сервис Netflix. Второй сезон выходил на канале Adult Swim.
26 марта 2019 года ютуб-канал Олана достиг 1 000 000 подписчиков.

## Фильмография

### Полнометражные фильмы
| Год  | Название    | Роль                                                     | Примечания                                                   |
| ---- | ----------- | -------------------------------------------------------- | ------------------------------------------------------------ |
| 2011 | New Prime   | Valavingee / Ferris / Daniels / Zak McSleuthburger / Bob | Также продюсер, директор, исполнительный продюсер, сценарист |
| 2016 | Разводитель | Митчелл                                                  |                                                              |

### Телевизионные проекты
| Год       | Название                                 | Роль                                                   | Примечания                                                         |
| --------- | ---------------------------------------- | ------------------------------------------------------ | ------------------------------------------------------------------ |
| 2007-2010 | BalloonShop                              | Собственной персоной                                   | Директор                                                           |
| 2011      | Надоедливый апельсин                     | Метеортрон                                             | Только в одном одноимённом эпизоде. Является пародией на Мегатрона |
| 2014      | Как мечтатели                            | Уолт Дисней                                            |                                                                    |
| 2015      | Отель Оскара для фантастических созданий | Убийственная коробка                                   |                                                                    |
| 2016-2017 | Президент старших классов                | Мистер Бэйблок                                         |                                                                    |
| 2017      | Аудиобисквит                             | Собственной персоной                                   | Подкаст, 1 эпизод                                                  |
| 2018      | Конан                                    | Собственной персоной                                   | 1 эпизод                                                           |
| 2018-2021 | Крайний космос                           | Гэри Гудспид / Мункейк / Трайбор / Дополнительные роли | Создатель, руководитель, исполнительный продюсер, актёр озвучки    |